# Charles Handy
Charles Handy, född 25 juli 1932, död 13 december 2024 i London, var en irländsk organisationsteoretiker. Han är känd för sin forskning om företagskultur. Han är författare till 
The Age of Unreason (1989), The Empty Raincoat (1994) och The Gods of Management (1978).